# CC-144
La CC-144 es una carretera perteneciente a la Red Secundaria de la Diputación Provincial de Cáceres que une la localidad de Las Mestas con la carretera  SA-201 .
Su denominación oficial es "Carretera de Las Mestas (CC-143) a límite con Salamanca (a La Alberca)".

## Historia de la carretera
Esta carretera es la antigua carretera CC-167 que fue renombrada en el cambio del catálogo de Carreteras de la Diputación Provincial de Cáceres en el año 2022.

## Origen y Destino
La carretera  CC-144  tiene su origen en Las Mestas en la intersección con la carretera  CC-143 , y termina en el Límite de la C. A. de Castilla y León continuando por la carretera  SA-201  formando parte de la Red de carreteras de Cáceres.